# Episodi di Dal tramonto all'alba - La serie (prima stagione)
La prima stagione della serie televisiva Dal tramonto all'alba - La serie (From Dusk till Dawn: The Series) è stata trasmessa in prima visione assoluta negli Stati Uniti d'America da El Rey Network dall'11 marzo al 20 maggio 2014.
In Italia è andata in onda dal 24 settembre al 26 novembre 2015 su Rai 4, senza indicazione di eventuali titoli italiani. La stagione, compresa di titoli italiani per gli episodi, è stata resa disponibile su Netflix dal 1 febbraio 2016.
| nº | Titolo originale    | Titolo italiano             | Prima TV USA   | Prima TV Italia   |
| -- | ------------------- | --------------------------- | -------------- | ----------------- |
| 1  | Pilot               | Pilot                       | 11 marzo 2014  | 24 settembre 2015 |
| 2  | Blood Runs Thick    | Legami di sangue            | 18 marzo 2014  | 1º ottobre 2015   |
| 3  | Mistress            | L'amante                    | 25 marzo 2014  | 8 ottobre 2015    |
| 4  | Let's Get Ramblin'  | Togliamo le tende           | 1º aprile 2014 | 15 ottobre 2015   |
| 5  | Self-Contained      | In fuga                     | 8 aprile 2014  | 22 ottobre 2015   |
| 6  | Place of Dead Roads | Il posto delle strade morte | 15 aprile 2014 | 29 ottobre 2015   |
| 7  | Pandemonium         | Pandemonium                 | 29 aprile 2014 | 5 novembre 2015   |
| 8  | La Conquista        | La conquista                | 6 maggio 2014  | 12 novembre 2015  |
| 9  | Boxman              | Lo scassinatore             | 13 maggio 2014 | 19 novembre 2015  |
| 10 | The Take            | Il malloppo                 | 20 maggio 2014 | 26 novembre 2015  |

## Pilot
- Titolo originale: Pilot
- Diretto da: Robert Rodriguez
- Scritto da: Robert Rodriguez

### Trama
In epoca Maya, una ragazza viene inseguita nella giungla da indigeni. Dopo averla catturata, questi la abbandonano in una fossa piena di serpenti, che mordono ripetutamente la ragazza.
Ai giorni nostri, in Texas, lo sceriffo Earl McGraw e il suo pupillo Federico "Freddie" Gonzalez stanno pattugliando le strade, alla ricerca di due efferati rapinatori di banche, i fratelli Gecko. Lasciato Freddie in macchina, Earl entra in un supermarket per andare in bagno, ed in questo trova un coltello dalla strana foggia. Insospettitosi, fa per interrogare il commesso, ma Richard "Richie" Gecko, rimasto nascosto dietro a dei banconi assieme al fratello maggiore Seth e a due ostaggi, si ritrova nuovamente in balia delle sue psicosi omicide e spara a bruciapelo sullo sceriffo e sul commesso. Freddie interviene e si scatena una sparatoria che culmina in uno stallo tra il ranger e i due malviventi, sciolto solo dalla resa di Freddie, in cambio però di poter tamponare l'emorragia di Earl, che perde sangue.
Seth si consulta con Carlos Madrigal, signore della droga messicano e loro contatto, che gli consiglia di passare la frontiera e raggiungere un determinato bar, aperto "dal tramonto all'alba".
Nel frattempo, Earl muore dissanguato, facendosi promettere da Freddie che lo vendicherà. Mentre i due Gecko sono distratti, Freddie mette in atto il piano pianificato insieme al commesso, che, mentre Freddie distrae i due, lancia la propria pistola (nascosta in una cassaforte) a Earl, che si era finto morto, e che con le ultime forze spara a Richie, ferendogli la mano. Seth crivella di proiettili Freddie, mentre Richie elimina definitivamente Earl, sparandogli in testa. Infine, Seth dà fuoco al locale. Freddie, sopravvissuto grazie al suo giubbotto antiproiettile, rinviene appena in tempo per vedere i fratelli Gecko allontanarsi in automobile.
- Altri interpreti: Jamie Tisdale (Margaret Gonzalez), Lane Garrison (Pete Bottoms), Samantha Esteban (Monica Garza), Katie Folger (Libby), Callie Hernandez (Jessie), Sue Rock (Nadine), Paul Saucido (Lo Sciamano)

## Legami di sangue
- Titolo originale: Blood Runs Thick
- Diretto da: Robert Rodriguez
- Scritto da: Diego Gutiérrez

### Trama
In una serie di flashback, viene mostrata la rapina in banca per cui i fratelli Gecko sono ricercati; i due prendono in ostaggio i dipendenti, sequestrandogli i cellulari, e poi distruggono le telecamere. Richie, che ha involontariamente ucciso il direttore, l'unico a conoscere la combinazione della cassaforte, si prepara a scassinarla lui stesso. Tuttavia, inizia ad avere visioni di una donna che gli implora di "liberarla", quindi non riesce nel suo intento, dimenticandosi anche di forzare l'uscita sul retro come ordinatogli dal fratello. Seth, spazientito, apre la cassaforte con metodi meno ortodossi, facendo scattare l'allarme. I due non riescono a fuggire prima dell'arrivo delle forze dell'ordine poiché Richie si è dimenticato di forzare la porta sul retro; allora, utilizzando un'impiegata della banca come scudo umano, i fratelli Gecko ingaggiano un violento scontro a fuoco contro i Texas Ranger accorsi, riuscendo a scappare in automobile (con l'impiegata legata nel bagagliaio).
Nel presente, Freddie interroga le due ragazze usate come ostaggi dai Gecko nel negozio di liquori, scoprendo che Richie ha dipinto sulle loro mani uno strano occhio, modus operandi simile a quello utilizzato da un killer su di cui lui ed Earl indagavano. Freddie, desideroso di vendetta, viene tuttavia estromesso dal caso. Nel frattempo, Jacob Fuller, un pastore rimasto vedovo recentemente per un incidente stradale, si dirige con uno sgangherato camper verso il Messico assieme alla figlia Kate ed al figlio adottivo Scott. Kate, che mal sopporta l'improvvisata vacanza, chiede al suo fidanzato Kyle Winthrop di raggiungerla per riportarla a casa.
Sulla strada per il Messico, le visioni di Richie peggiorano ed in uno dei suoi attacchi fa quasi schiantare l'auto dove viaggia con il fratello, per poi venire alle mani con lui. Successivamente, si allontana nel deserto e, tenendo in braccio la carcassa putrefatta di un cane, dipinge col sangue una versione gigantesca dell'occhio che aveva disegnato al negozio. Seth, fortemente preoccupato per il fratello, telefona a Carlos, che lo rassicura, dicendogli di fidarsi di Richie. L'uomo poi chiede un passaggio ad un automobilista, che si rivela essere Kyle, il fidanzato di Kate, che viene ucciso dallo stesso Carlos, in realtà un vampiro. Una volta assunte le sembianze del ragazzo, Carlos si incontra con Kate e la sua famiglia, rivelando che Jacob ha abbandonato la sua congregazione di fedeli, avendo lui per primo perso la sua fede in Dio dopo la morte della moglie. Tra i due si scatena una rissa, al termine della quale Kate sceglie di rimanere con suo padre, disgustata dal comportamento di quello che crede essere Kyle.
Esaminando i filmati della banca, Freddie scopre che l'impiegata presa in ostaggio dai Gecko ha ancora con sé un cellulare, appartenente alla figlia, e quindi le telefona; Seth sente la suoneria e trova il cellulare, ma, provocato da Freddie, fa durare la telefonata troppo tempo, dando la possibilità alla polizia di rintracciarlo. Richie, tornato in sé, distrugge il telefonino ed i due continuano il loro viaggio.
- Altri interpreti: Brandon Smith (Capitano Chance Holbrook), Ricky Catter (Abelardo Bustamante), Vanessa de Silvio (Irma), Samantha Esteban (Monica Garza), Collin Fish (Kyle Winthrop), Katie Folger (Libby), Mark Gil (Ufficiale di Polizia), Jason Heriford (Guidatore della Jeep), Callie Hernandez (Jessie), Kirstie Renae (Violet), Richard Robichaux (Henry Milburn), Jamie Tisdale (Margaret Gonzalez), Gene Cervenka (Texas Ranger), Catherine Lawrence Kinslaw (Donna che fa esercizi al parco), Dennis Ogle (Avventore del Bar), Trish Unzicker (Moglie)

## L'amante
- Titolo originale: Mistress
- Diretto da: Eduardo Sánchez
- Scritto da: Carlos Coto

### Trama
Sulla via per il Messico, il motore del camper dei Fuller ha un guasto e Jacob va in un bar vicino a chiedere aiuto, ma quando scopre che il danno è quasi irreparabile, finisce per ubriacarsi, sconfortato. Preoccupata, Katie cerca tra i bagagli la cassetta di sicurezza e scopre un mandato di cattura che rivela che è stata la guida in stato di ebbrezza di Jacob ad uccidere la madre.
Nello stesso bar c'è anche Freddie, che deve incontrare l'ambiguo professore Aiden Tanner, grande esperto di simbolismo e delle tradizioni inerenti alle culture dell'America centrale. Aidan, una volta visto lo strano occhio presente sul "coltello fortunato" di Richie, spiega all'agente che gli uomini responsabili degli omicidi rituali, forse collusi con i Gecko, sono i cosiddetti "adoratori del Serpente Piumato"; tale leggenda narra che una bellissima ragazza (la stessa che veniva inseguita nella giungla e compariva nelle visioni di Richie) fu abbandonata in una fossa piena di serpenti e venne posseduta dal Serpente Piumato, acquisendo poteri inimmaginabili.
Dopo aver lasciato Richie con l'ostaggio in un motel, Seth si incontra con Vanessa, la sua fidanzata, e prova a convincerla a fuggire da sola con la sua parte del bottino, dovendo lui badare a Richie. Vanessa si arrabbia, avendo già progettato una fuga esotica con il fidanzato. Seth allora le racconta di come, da adolescenti, Richie gli salvò la vita, trascinandolo fuori dalla loro casa in fiamme (appiccate dalla sigaretta rimasta accesa del padre abusivo dei due) e di come Richie abbia solo lui. Nel motel, Richie cade nuovamente vittima delle sue allucinazioni, che stavolta gli donano informazioni sull'ostaggio che non potrebbe conoscere; quando tutto sembra ormai sotto controllo, qualcosa si impossessa di lui, e Richie uccide a sangue freddo l'ostaggio, mutilandolo sempre in modo simile al modus operandi del killer indagato da Earl e Freddie.
- Altri interpreti: Jake Busey (Professor Aiden Tanner), Marci Madison (Barista al Big Kahuna Burger), Adrianne Palicki (Vanessa Styles), Tanner Beard (Gerald), Joseph T. Campos (Guidatore), Samantha Esteban (Monica Garza), Manuel Garcia-Rulfo (Narciso), Stephanie Honoré (Barista Sexy), Diamantina Casiano (Ragazza rapita nel furgone), Carolee Crawford (Cliente al bar), Brian Elder (Cliente al bar), Sandy Garza (Lavoratrice in laboratorio), Matt Julian (Consigliere), Hans Marrero (Uomo muscoloso), Michael Ocampo (Sottoposto), Ray L. Perez (Consigliere), Lise Ross (Frequentatrice della chiesa), Reynolds Washam (Cliente al bar), Stephen Latham (Amico di Gerald, non accreditato)

## Togliamo le tende
- Titolo originale: Let's Get Ramblin'
- Diretto da: Robert Rodriguez
- Scritto da: Marcel Rodriguez

### Trama
- Altri interpreti: Brandon Smith (Capitano Chance Holbrook), Adrianne Palicki (Vanessa Styles), Samuel Davis (Agente JP), Sonny Carl Davis, (Vecchio bastardo del motel), Samantha Esteban (Monica Garza), Garrett Graham (Criminale), Jennifer Griffin (Vecchia donna delle pulizie del motel), Mark Hanson (Criminale), Ryan Rutledge (Agente Lyle), Taylor Weaver (Ragazza sul letto), Wally Welch (Monolo), Carolee Crawford (Frequentatrice della chiesa), Heather Danner (Ragazza in chiesa), Joanna Going (Jennifer Fuller), William Driver (Cuoco del Big Kahuna Burger), Kristine M. Miller (Frequentatrice della chiesa), Alexandria Payne (Impiegata al Big Kahuna Burger), Erik Thureson (Padre di famiglia in chiesa)

## In fuga
- Titolo originale: Self-Contained
- Diretto da: Joe Menendez
- Scritto da: Matt Morgan e Ian Sobel

### Trama
- Altri interpreti:

## Il posto delle strade morte
- Titolo originale: Place of Dead Roads
- Diretto da: Dwight H. Little
- Scritto da: Álvaro Rodríguez

### Trama
- Altri interpreti:

## Pandemonium
- Titolo originale: Pandemonium
- Diretto da: Robert Rodriguez
- Scritto da: Diego Gutiérrez

### Trama
- Altri interpreti:

## La conquista
- Titolo originale: La Conquista
- Diretto da: Fede Álvarez
- Scritto da: Marcel Rodriguez

### Trama
Seth vorrebbe uccidere Freddie per evitare che questo si trasformi, ma viene convinto da Jacob a legarlo e a lasciarlo lì, per poi scappare dal Titty Twister assieme a Kate e al professor Tanner attraverso il condotto di un tritarifiuti. Nel frattempo, Scott, perdutosi nei cunicoli sotto al Titty Twister, viene vampirizzato da Carlos. Quest'ultimo si reca ad uccidere Freddie, che hanno scoperto essere immune al vampirismo, ma il ranger gli sfugge attraverso il tritarifiuti, mettendosi alla ricerca del gruppo.
Santanico tenta di convincere Richie, morente per le ferite inflittegli, a diventare volontariamente un vampiro, per diventare una sorta di campione e superare una serie di misteriose prove che dovrebbero "liberare" la ragazza dalla sua condizione. Per convincerlo, gli racconta la sua storia: cinquecento anni prima, in epoca Maya, Santanico, nata durante una particolare congiunzione astrale, era stata creduta la reincarnazione di una dea e le erano stati offerti diversi sacrifici umani. La ragazza non poteva accettare che delle persone venissero uccise per lei è così scappò, ma fu ricatturata dai sacerdoti e condannata, per contrappasso, a convivere con un'implacabile sete di sangue e rinchiusa nel tempio su di cui ai giorni nostri sorge il Titty Twister. Tempo dopo, Carlos, un conquistador giunto nel continente nella speranza di arricchirsi, giunse al tempio per derubarne i tesori, ma venne morso da Santanico e uccise tutti i membri della sua spedizione.
Seth, Jacob, Kate e Tanner sfuggono ai vampiri nelle gallerie sotterranee e giungono in un magazzino sotterraneo contenente tutti gli oggetti appartenuti agli incauti avventori del bar, dove si nasconde da mesi Frost, un tormentato reduce dell'Iraq sopravvissuto alla trappola dei vampiri. Frost non si fida del gruppo e lo sottopone alla sua personale "ruota della sfortuna", ottenendo come risultato che il gruppo avrà qualche minuto per prendere ciò che vuole per poi andarsene. Il quattro si armano e poi ripartono, ma Kate viene catturata dai vampiri, che tentano di sacrificarla. Jacob, Seth e Tanner riescono a salvarla e si trovano circondati dai vampiri, ma vengono salvati da Frost, che si sacrifica per farli fuggire.
Nel frattempo, Richie accetta l'offerta di Santanico e si lascia mordere.
- Altri interpreti: Jake Busey (Professor Aiden "Sex Machine" Tanner), Edrick Browne (Frost), Héctor García (Padre), Jamie Tisdale (Margaret Gonzalez), Eduardo DeLeon (Capitano Figueroa), Joanna Going (Jennifer Fuller), Travis Barrera (Avventore del Bar), Marycarmen Lopez (Culebra), Sal Rastegar (Conquistador), Veronica Pierce (Nativa)

## Lo scassinatore
- Titolo originale: Boxman
- Diretto da: Nick Copus
- Scritto da: Matt Morgan e Ian Sobel

### Trama
Il gruppo riesce a trovare l'uscita delle gallerie e, una volta in superficie, si divide; Seth decide di tornare al camper, verso cui ha visto dirigersi anche il fratello, che ha completato la sua trasformazione in vampiro, mentre Jacob e Kate, aiutati da Tanner, tornano nelle gallerie per cercare Scott. Durante il tragitto incontrano il ranger Gonzalez, che rivela loro la verità su Scott, salvo poi decidere di accompagnarli.
Nel frattempo, Seth scopre di non essere riuscito a fuggire come pensava; raggiunto da Richie, totalmente rimessosi dalle ferite, e Santanico, scopre di essere in una sorta di labirinto onirico, creato per tenere imprigionata la vampiressa all'interno del tempio. Per riuscire a fuggire dal Titty Twister dovrà quindi sottoporsi ad una "prova" assieme al fratello con in palio la libertà di Santanico: tale prova consiste nel portare a termine (nella realtà fittizia interna al labirinto) la rapina per cui Seth è finito in prigione. Assieme a Richie, si reca quindi all'hotel in cui si era svolto il colpo, una rapina ai danni di Big Jim, un magnate criminale, ex-collaboratore del padre dei due. Tuttavia il colpo presenta delle difficoltà ulteriori; tutti i ricordi e le paure dei due fratelli sono riversati lì, a protezione del caveau finale.
Carlos cerca nel parcheggio assieme a Scott i soldi della rapina dei fratelli Gecko, ma non riesce a trovarli, perché Seth se li è cuciti addosso; abbandonato dal suo giovane apprendista, desideroso di ritrovare la sua famiglia, il vampiro si reca da Narciso la libertà, a patto che questo lo aiuti a fermare la liberazione di Santanico, rea di aver scelto Richie e non lui come suo "campione". Nei tunnel, sotterranei il gruppo viene diviso dai vampiri, e, rimasto intrappolato con Jacob in una stanza, Freddie si rende conto di non avere più il "coltello fortunato", rubatogli da Tanner nelle gallerie. Proseguendo con la prova, Seth si ritrova nella sua casa da bambino, dove deve rivivere il momento in cui il padre alcolizzato e violento lo obbligava a montare e smontare una pistola in breve tempo, minacciandolo di morte. Superato anche questo livello, Seth scopre che Richie non lo aveva solo salvato dall'incendio, ma lo aveva appiccato lui stesso, cominciando con il cospargere di liquido infiammabile il padre. Infine, i due fratelli si ritrovano nel punto prestabilito, davanti a Big Jim.
Freddie e Jacob vengono salvati da Scott, mentre il professore conduce Kate nella stanza più sacra del tempio, con la scusa di proteggerla. Rivelandosi un ossessionato del Culto del Sangue, lega la ragazza all'altare, preparandosi a sacrificarla con il coltello di Richie per evocare gli dei del Culto, suo oggetto di vani studi e ricerche di una vita. 
- Altri interpreti: Jake Busey (Professor Aiden "Sex Machine" Tanner), Lane Garrison (Pete Bottoms), William Sadler (Big Jim), James Remar (Ray Gecko), Tait Fletcher (Prigioniero), Jason Douglas (Warren Pritchard), Aaron Spivey-Sorrells (Beefy), Gregory Kelly (Cray), Sonny Carl Davis (Vecchio bastardo scorbutico), Manuel Garcia-Rulfo (Narciso), Joey G. Morris (Seth bambino), Dodge Prince (Richie bambino), Natalie Kline (Contabile), Samantha Esteban (Monica Garza)

## Il malloppo
- Titolo originale: The Take
- Diretto da: Dwight H. Little
- Scritto da: Carlos Coto

### Trama
Freddie salva Kate dalle grinfie di Tanner, che si scopre essere anche il serial killer responsabile degli omicidi rituali su di cui il ranger ed Earl indagavano; il professore ingaggia un duello all'arma bianca con Gonzalez, finendo ucciso. Nel frattempo, Jacob, rimasto solo con Scott, cerca di redimere il figlio, ma finisce per venire morso e si fa promettere da Kate che questa lo ucciderà prima che si trasformi.
I due Gecko, dopo aver ucciso Big Jim, aprono il caveau e vi trovano un vaso antico, da cui fuoriesce un serpente. Richie, consigliato da Santanico, ingoia il serpente ed i fratelli si ritrovano nel Titty Twister, dove Carlos ha liberato Narciso, alleandosi con i Nove Signori (una potente congregazione di vampiri, responsabile tra l'altro della prigionia di Santanico). Volendo ostacolare i piani della ragazza, Carlos e Narciso rapiscono Richie (e con lui il serpente), chiedendo a Seth come riscatto il bottino del colpo in banca, tra cui molte obbligazioni petrolifere, che amplierebbero il raggio di influenza dei Nove.
Kate, dopo aver ucciso a malincuore il padre, e Freddie, reduce da una visione che mostra le conseguenze della sua scomparsa sulla moglie e la figlia, riescono ad uscire dalle gallerie. Seth riesce a liberare rocambolescamente suo fratello, aiutato dalle danzatrici del locale fedeli a Santanico, senza dover rinunciare al bottino; Richie usa il serpente per mordere Santanico, liberandola dalla prigionia del tempio.
Il sole sorge, ed, appena ventiquattr'ore dopo l'inizio dell'avventura dei due fratelli con la sparatoria al negozio di liquori, il gruppo si divide: Freddie decide di tornare dalla sua famiglia, mentre i due fratelli decidono di salutarsi, con Seth che parte per El Rey assieme a Kate, e Richie con Santanico alla volta degli Stati Uniti. Infine, Narciso decide di sottoporre Carlos alle prove nel Labirinto per farlo diventare uno dei Nove. 
- Altri interpreti: Jake Busey (Professor Aiden "Sex Machine" Tanner), William Sadler (Big Jim), Dana De La Garza (Belicia), Lupe Trejo (Barista), Emmy Robbin (Rianne), Manuel Garcia-Rulfo (Narciso Menendez), Jeremy Abdo (Motociclista), Christine Ortiz (Ospite dell'Hotel), Jonny Rojas (Motociclista #1), Richard Blake Suarez (Motociclista)